# Pârâul Pântei
Pârâul Pântei – wieś w Rumunii, w okręgu Neamț, w gminie Borca. W 2011 roku liczyła 539 mieszkańców.